# مدینه
مدینه یا مدینةالنبي، (به عربی: المدینة المنورة) نام شهری است در منطقه حجاز واقع در شبه جزیره عربستان. این شهر در غرب ریاض و در میانه نجد قرار گرفته و آب‌وهوایی خشک و بیابانی با تابستان‌های داغ و زمستان‌های سرد دارد. این شهر پیش از هجرت محمد به آن، یثرب نام داشت، که با ورود محمد، آن را مدینة النبی (یعنی: شهر پیامبر) نامیدند.
این شهر پس از هجرت محمد، به مدینةالنبی (شهر پیامبر) معروف شد، در اولین شب ربیع‌الاول سال ۱۴ بعثت، محمد به «یثرب» مهاجرت نمود و سرآغاز تاریخ مسلمانان (تاریخ هجری)، از همان سال می‌باشد.
مسجدالنبی، مسجد قباء و مسجد ذوقبلتین در این شهر قرار دارند. مدینه امروزه از شهرهای مقدس مسلمانان به‌شمار می‌آید. مقبره پیامبر اسلام در این شهر و در داخل خانه پیامبر در کنار مسجد النبی قرار دارد و از مهم‌ترین زیارت گاه‌های مسلمانان است. فاصله مدینه تا مکه حدود ۴۲۰ کیلومتر است. شهر مدینه ۱۱۸۳۲۰۵ نفر جمعیت دارد.

## تاریخچه یثرب

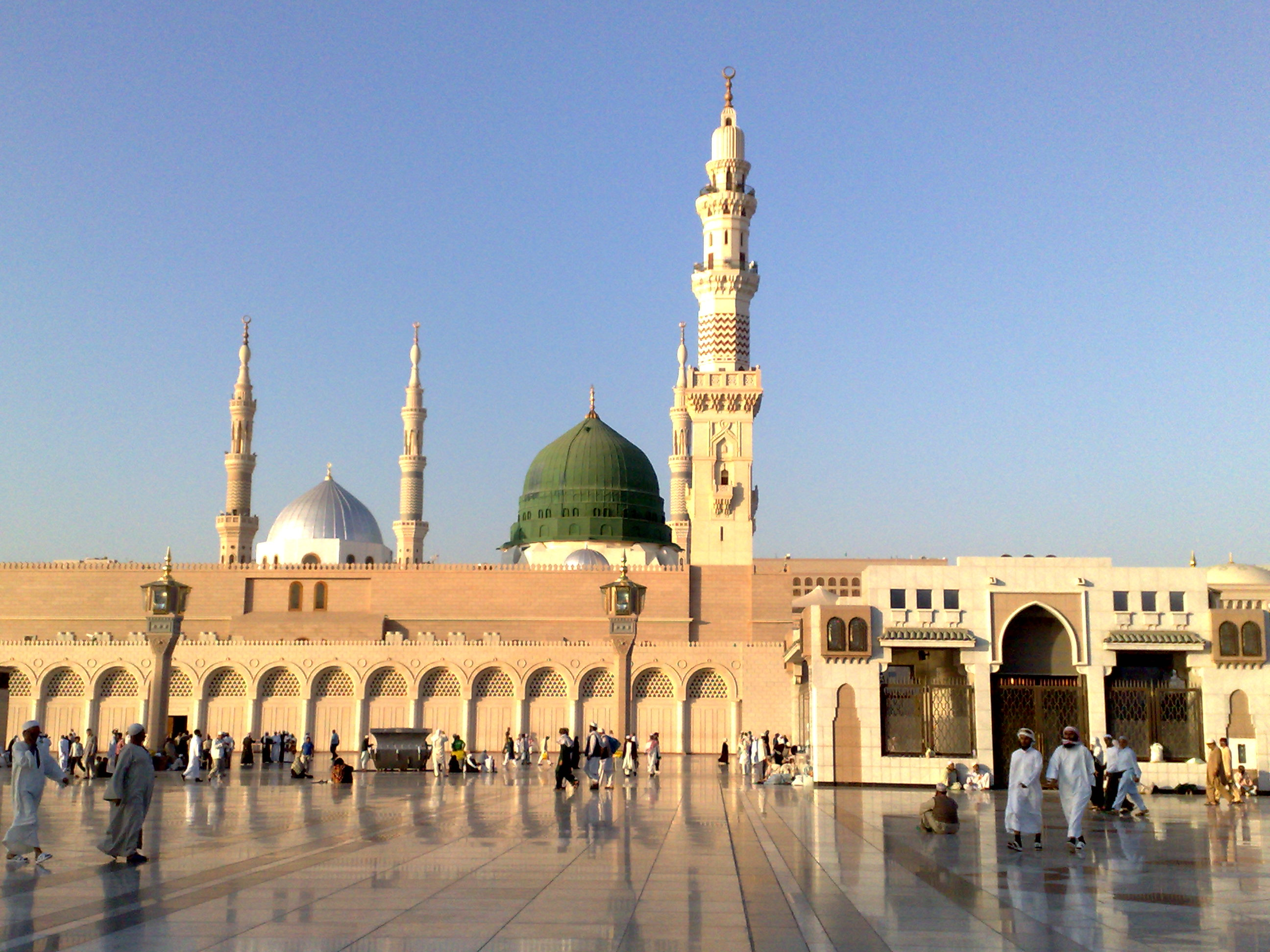
مدینه یا مدینةالنبي

یثرب از شهرهای باستانی است که در کتیبه‌های معینی از آن نام برده شده‌است. این شهر از جمله مکان‌هایی بود که گروهی از نیروهای معینی در آن اقامت داشتند. پس از آنکه روزگار دولت معینیان سپری گردید، سبائیان حکومت آنجا را به دست گرفتند. معروف است که حکومت‌های معین و سبا همواره در پی بسط سلطه و نفوذ خود در سرزمین‌های شمال عربستان بودند. همچنین در جغرافیای بطلمیوس دو بار از این شهر نام برده شده‌است، یک بار به نام ایاترپه و بار دیگر به نام ایاتریپا. استفان بیزانسی از این شهر به نام ایاتریپاپولیس نام برده‌است.
این شهر در نزد راویان اخبار گذشته به نام اثرب و یثرب معروف است. به نوشته آنان یثرب مرکز مدینه‌است، که از قناه تا جرف و از المال، که بدان برناوی می‌گویند، تا زبالة امتداد میابد. برخی از راویان اخبار گمان برده‌اند که این شهر به دلیل انتساب به یثرب بن قانیه بن مهلائیل بن ارم بن عبیل بن عوص بن ارم بن سام بن نوح، بدین نام خوانده شده‌است و او نخستین کسی بود که هنگام پراکنده شدن خاندان نوح در این سرزمین فرود آمد.
دیگران گمان کرده‌اند که نام یثرب مأخوذ از ثرب به معنای فساد یا از تثریب یعنی «مؤاخذه به علت گناه» است و نوشته‌اند که پیامبر به دلیل کراهت از تثیرب، از نامیدن این شهر به اسم یثرب نهی کرد و آن را طیبه و طابه نامید. بلاذری می‌نویسد که یثرب به نام رئیس گروهی از عمالقه نامیده شده‌است که پس از بیرون راندن بنی عبیل بن عوص بن ارم بن سام، از فرزندام نوح، از آنجا فرود آمدند.
نام مدینه که پس از هجرت پیامبر، به یثرب اطلاق شده‌است مأخوذ از کلمه آرامی مدینتا به معنی قرق و شهر، خلاصه شده مدینه الرسول است.
راویان اخبار نوشته‌اند که یثرب یا مدینه ۲۹ اسم دارد که عبارتند از: طیبه، طابه، مسکینه، عذراء، جابره، محببه، مجبوره، یثرب، ناجیه، موفیه، اکاله البلدان ع محفوفه، مسلمه، مجنه، قدسیه، عاصمه، مرزوقه، شافیه، خیره، محبوبه، مرحومه، جابره، مختاره، محرمه، غلبه، ببره، تندر، حسیبه، دارالبرار، حسنه، دارالخیار، دارالیمان، دارالسنه، دارالهجره، قاصمه، طباطبا.

### نامیدن به نام پیشین
در حدیث آمده‌است که منافقین مدینه، شهر را به نام قدیمش (یعنی یثرب) می‌نامیدند، و نام جدید آن را پذیرا نبودند. آیات ۱۲ و ۱۳ سوره احزاب بیان می‌دارد که در جنگ احزاب، وقتی منافقان و افراد ضعیف‌الایمان، احزاب و گروه‌های مختلف کفار و جمعیت فراوان آن‌ها را دیدند، گفتند: خدا و رسولش جز وعده‌های فریبنده دروغین به ما نداده‌اند؛ و برخی از آن‌ها می‌گفتند: ای مردم یثرب این میدان جای ماندن شما نیست، پس به خانه‌های خود بازگردید (و گر نه همگی کشته می‌شوید)!
این در حالی بود که -طبق آیه ۲۲ سوره احزاب- وقتی مؤمنان احزاب و سپاهیان دشمن را دیدند، گفتند: این همان است که خدا و رسولش به ما وعده دادند و خدا و رسولش راست گفتند؛ و (دیدن آنها) جز بر ایمان و تسلیم آنان نیفزود.

## موقعیت جغرافیایی
- (تصویر ماهواره‌ای)
- ستون حنانه
- ستون توبه
- ستون محرس
- ستون محلقه
- ستون وفود